# Homoérotisme
 (septembre 2016).
L'homoérotisme désigne le désir entre personnes du même sexe, sans passage à l'acte sexuel. Le terme a une origine psychanalytique avant de désigner un désir diffus pour une personne de son sexe.

## Acception psychanalytique
Le terme est créé en allemand par Sándor Ferenczi en 1911. Dans sa théorie du narcissisme, il définit un stade intermédiaire entre l'auto-érotisme et l'hétérosexualité, et sert à caractériser l'homosexualité comme symptôme névrotique et non pas comme perversion au sens freudien.
Employé pour parler de la structure psychique des homosexuels, le terme est depuis tombé en désuétude dans son sens psychanalytique.

## L'homoérotisme en sociologie
Il est repris en sociologie pour désigner les relations entre personnes du même sexe, où une tension sexuelle est perceptible, sans qu'il y ait acte sexuel. L'homoérotisme peut ainsi apparaître dans les milieux homosexués, sans personnes du sexe opposé. L'homophobie se manifeste parfois comme une réaction négative excessive à une atmosphère homoérotique.
Le terme peut aussi servir à parler d'homosexualité dans des sociétés ou à des époques où elle n'était pas théorisée comme homosexualité.

## L'homoérotisme dans les arts
L'homoérotisme est un thème artistique qui diffère de la pornographie gay en ce qu'il ne dépeint pas d'acte sexuel. Il est possible de parler d'homoérotisme dans des romans ou des films où des personnages se sentent troublés par la nudité de personnes de leur sexe.
Des récits ou des images (peintures, photographies) peuvent aussi avoir une visée homoérotique lorsqu'ils ont pour but de susciter le désir sexuel dans un cadre homosexuel.

### Dans la peinture
La représentation de plusieurs nus féminins peut comporter des connotations lesbiennes, comme dans certains tableaux de Gustave Courbet ou d'Henri de Toulouse-Lautrec.
Des tableaux d'Édouard-Henri Avril, Frédéric Bazille, Caravage et son disciple Battistello Caracciolo, Gustave Courtois, John Singer Sargent, Henry Scott Tuke, ont parfois un caractère homoérotique.

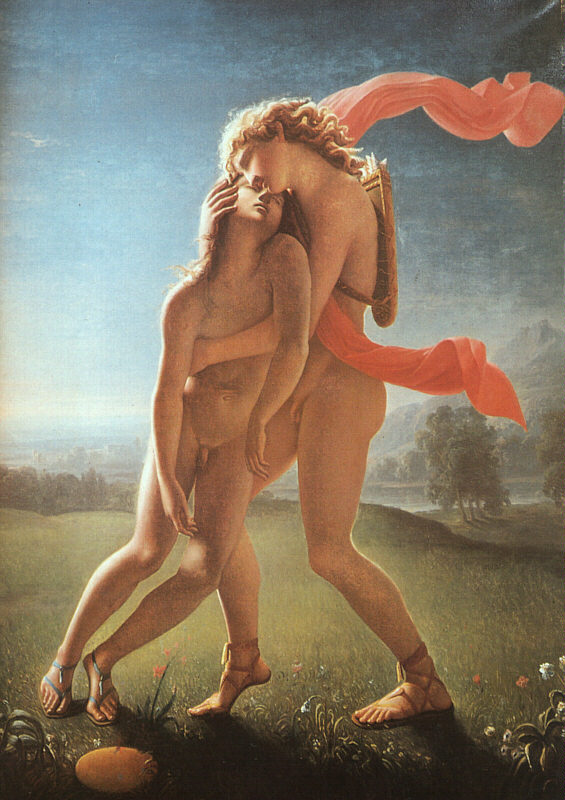
Jean Broc, La Mort d'Hyacinthe (1801), Poitiers, musée Sainte-Croix.
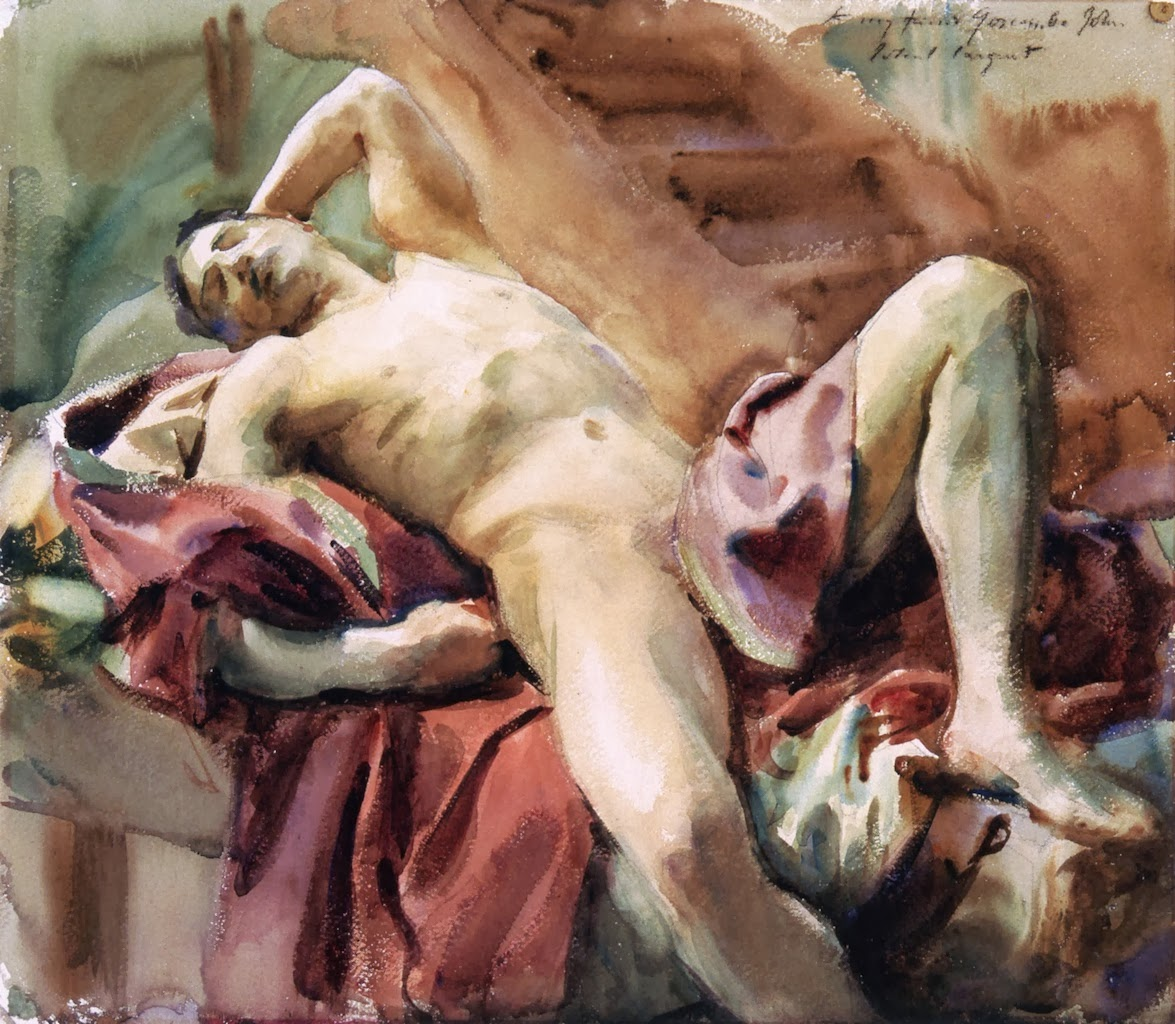
Attribué à John Singer Sargent, Portait de Nicola d'Inverno (1892), ni localisé, ni sourcé.
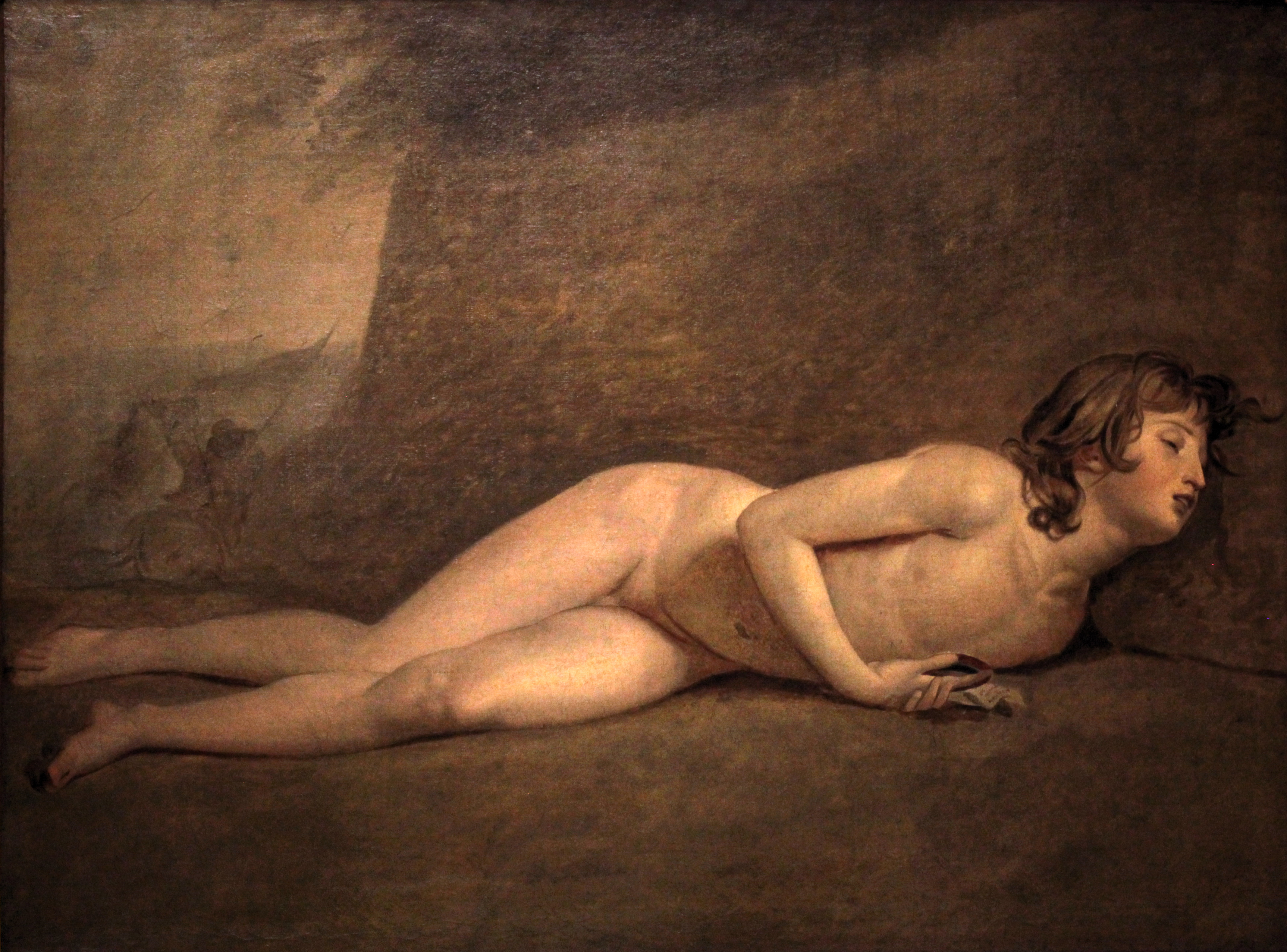
Jacques-Louis David, La Mort de Joseph Barra (1794), Vizille, musée de la Révolution française.
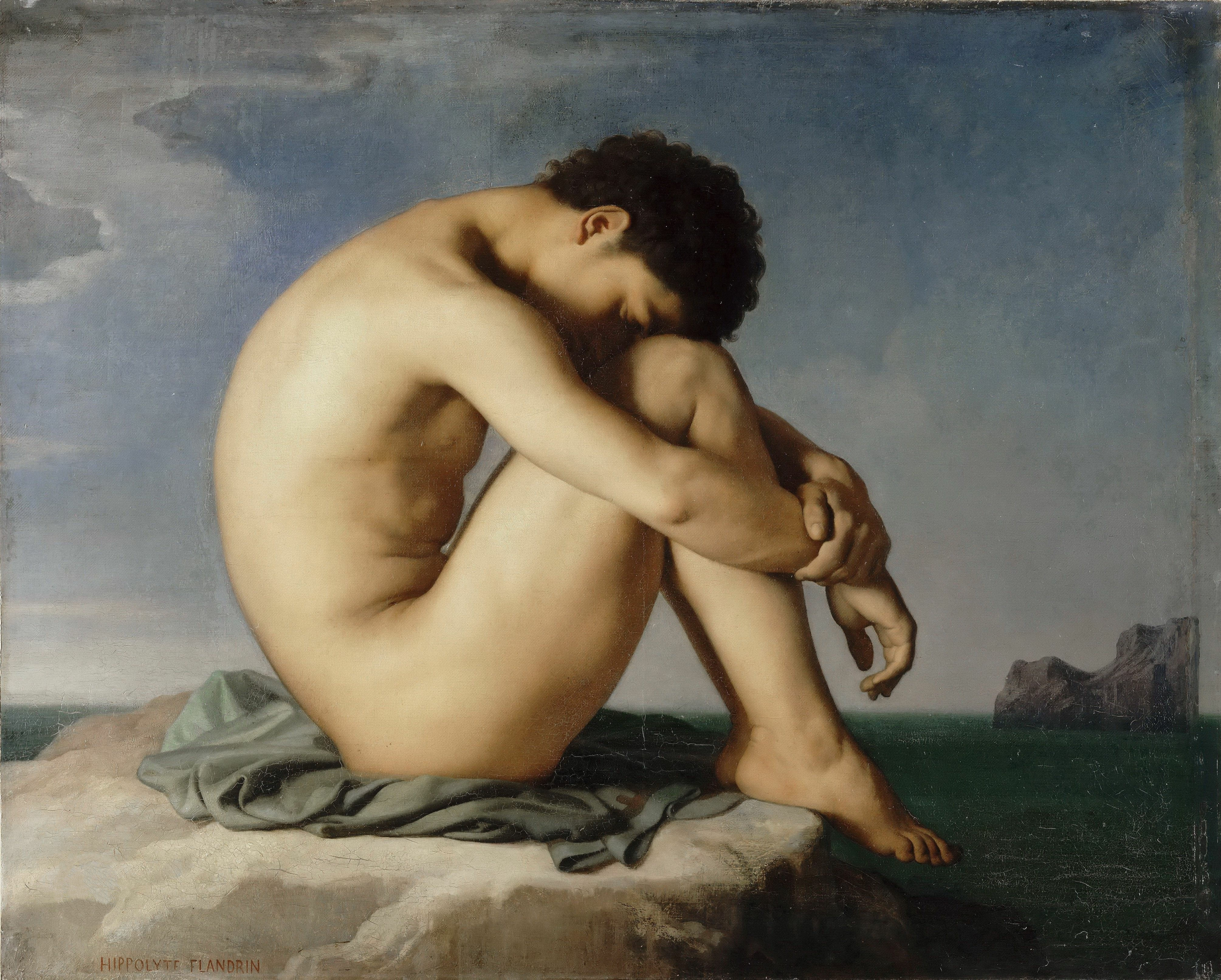
Hippolyte Flandrin, Jeune homme au bord de la mer (1855), Paris, musée du Louvre.
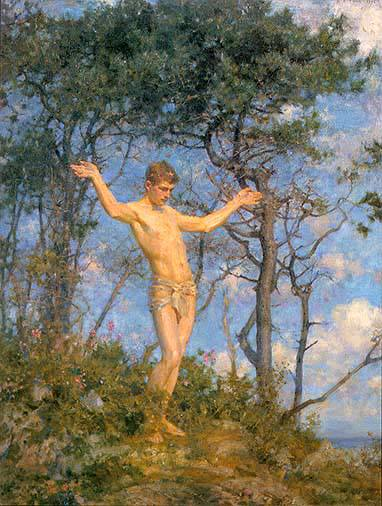
Henry Scott Tuke, The sun worshipper (In the morning sun) (1904), Dublin, Hugh Lane Municipal Gallery.
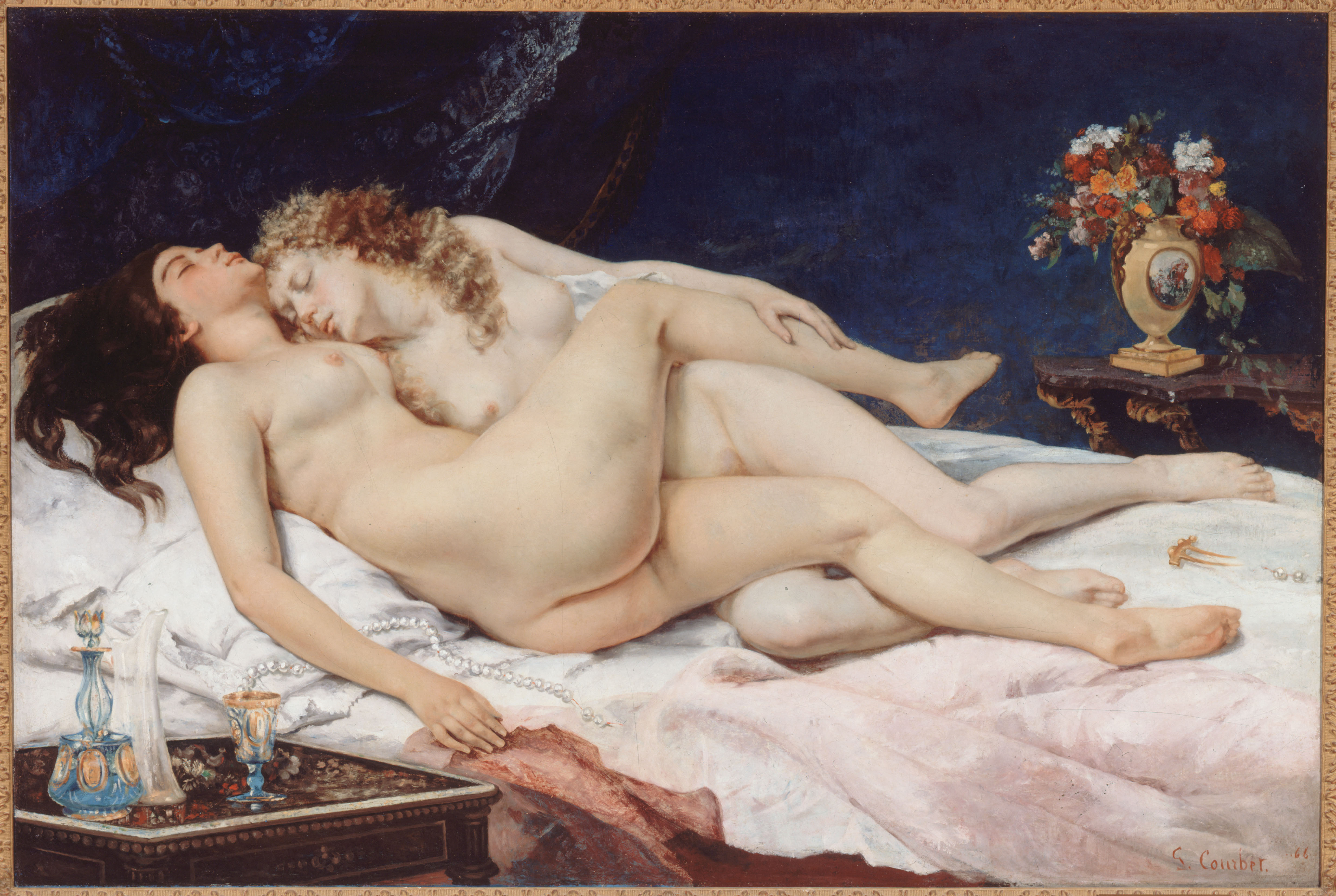
Gustave Courbet, Le Sommeil (1866), Paris, Petit Palais.
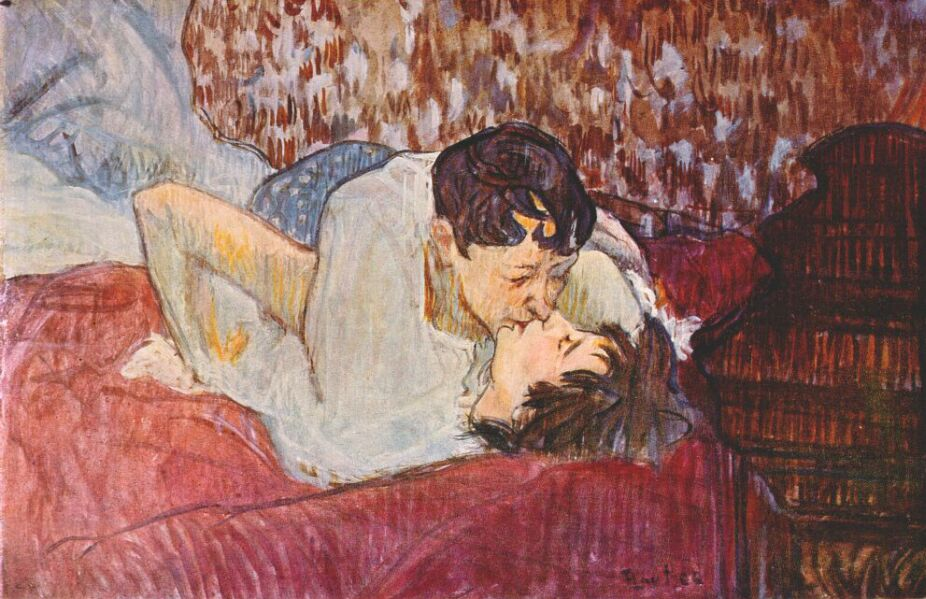
Attribué à Henri de Toulouse-Lautrec, Le Baiser (1892), collection particulière non sourcée.
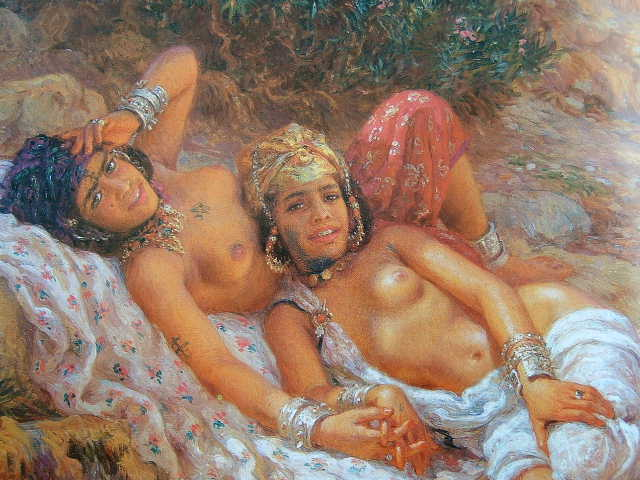
Attribué à Étienne Dinet, Sous les lauriers roses (avant 1910), collection particulière non sourcée.
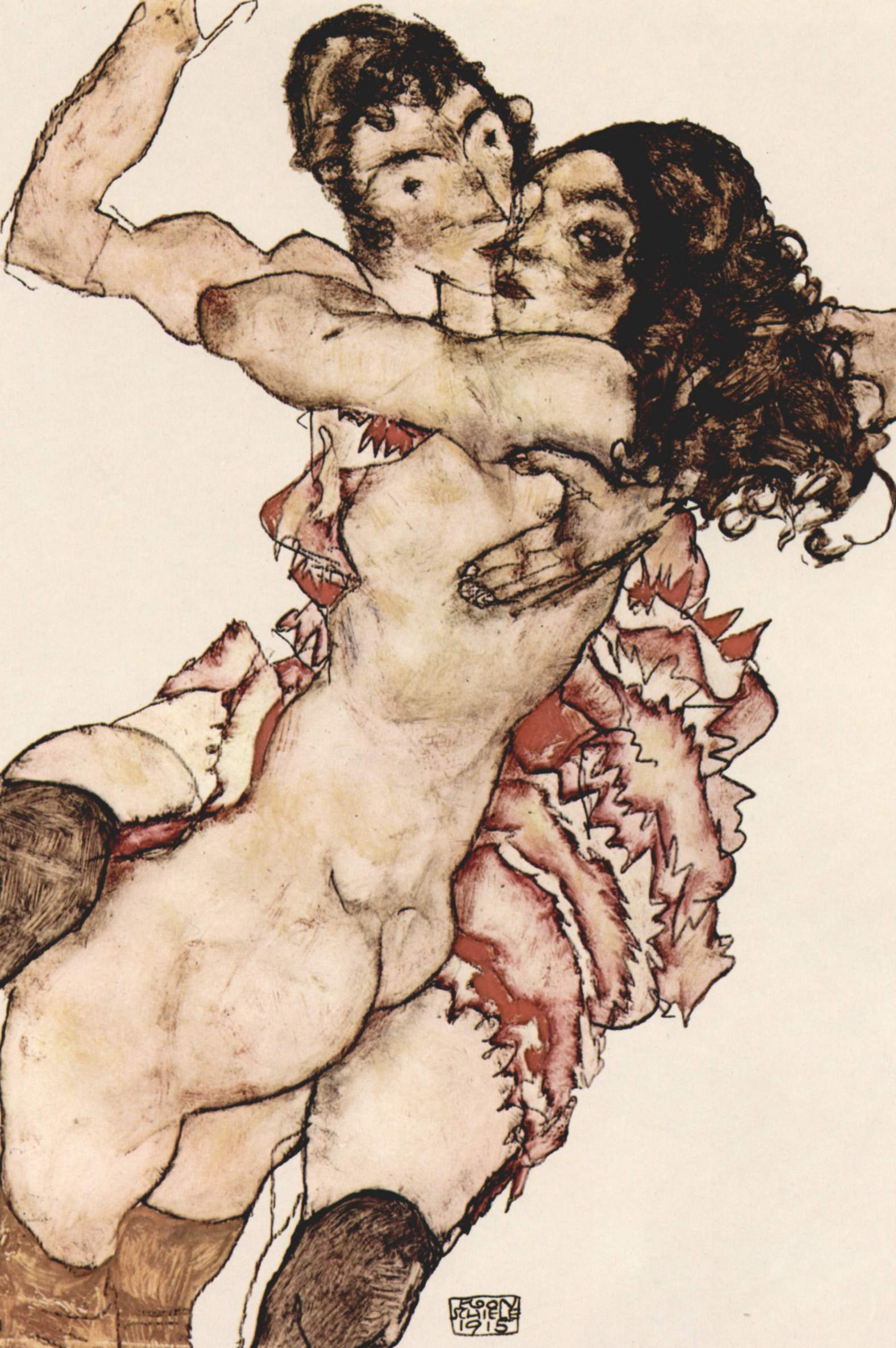
Egon Schiele, Deux Amies (1915), musée des beaux-arts de Budapest.

### Dans les arts graphiques
- Jean Boullet
- Roland Caillaux
- Jean Cocteau
- Charles Demuth
- Sergueï Eisenstein
- Tom of Finland
- Sadao Hasegawa
- Joe Phillips
- George Quaintance
- Jim French
- Sven de Rennes
- Sascha Schneider
- Gengoroh Tagame

Et aussi au Japon les mangas shōnen-ai ou Boy's Love, yaoi et yuri.

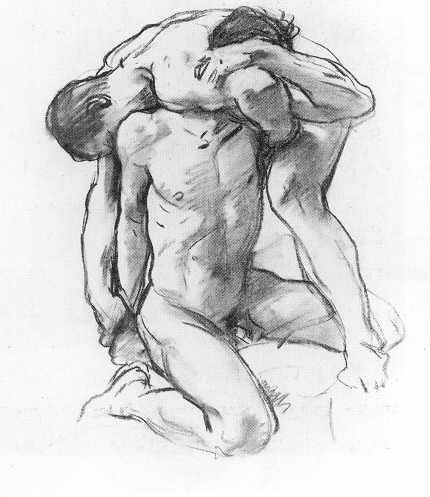
Attribué à John Singer Sargent, Hommes nus luttant, ni localisé, ni sourcé.
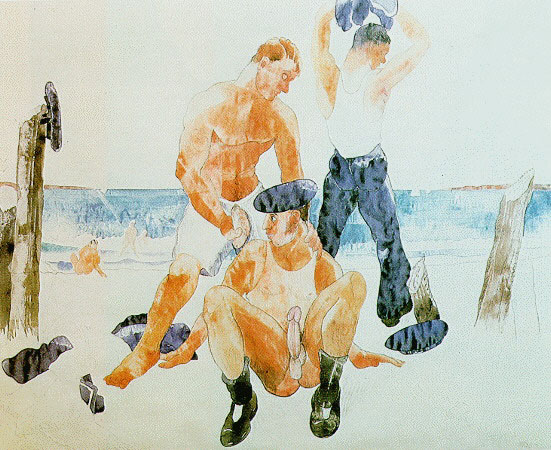
Attribué à Charles Demuth, Trois marins, ni localisé, ni sourcé.
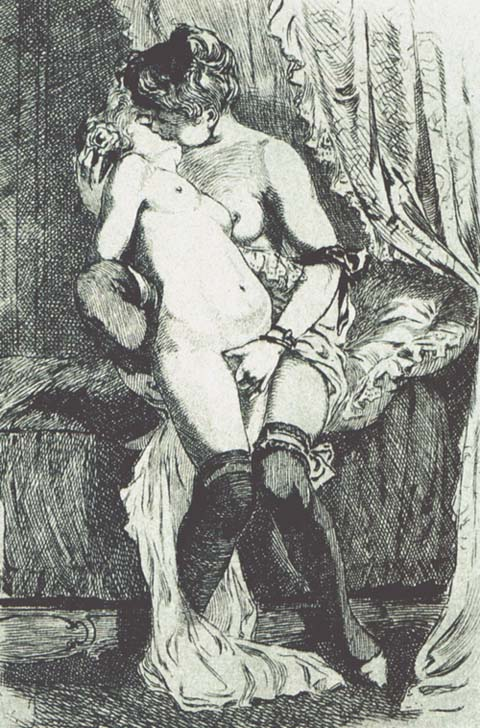
Martin van Maele, illustration pour un poème de Verlaine (1907).
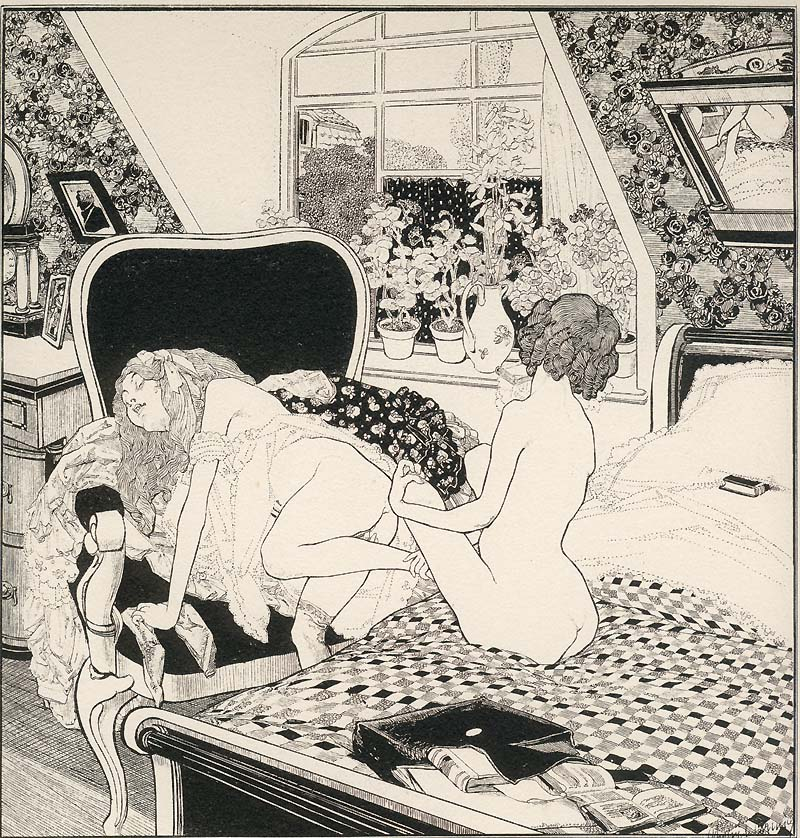
Attribué à Franz von Bayros, dessin (1924), ni localisé, ni sourcé.
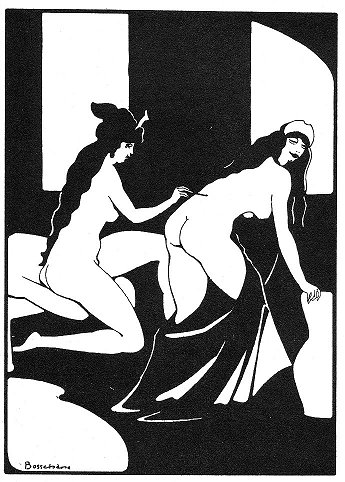
Jean de Bosschère, illustration pour L'Art d'aimer d'Ovide (1930).

### Dans la littérature
Des poèmes arabes de Saadi contiennent des touches d'homoérotisme, de même que certaines œuvres d'Ábû Nuwâs.
Des poètes tels que Walt Whitman, Federico García Lorca, Luis Cernuda, Constantin Cavafy, Jean Genet, W. H. Auden, Fernando Pessoa, Jean Sénac mais aussi l’écrivain Herman Melville, ont pu exprimer de manière plus ou moins voilée une forme d'homoérotisme dans leurs vers.

### Dans la photographie
| - Thomas Eakins - Guglielmo Plüschow - Wilhelm von Gloeden - Fred Holland Day - Carl Van Vechten - George Platt Lynes - Herbert List - Raymond Voinquel - Cecil Beaton - Bernard Faucon - Gary Lee - Bob Mizer | - Horst P. Horst - Ken Haak - David Hockney - James Bidgood - Jim French - George Dureau - Robert Mapplethorpe - Patrick Sarfati - Pierre et Gilles - Daniel Hernández Salazar - Raymond Carrance | - Herb Ritts - Duane Michals - Tom Bianchi - Bruce Weber - Rotimi Fani-Kayode - Jeff Palmer - Walter Pfeiffer - Hamish Buchanan - Peter De Potter - Alain Fleig - Toni Patrioli |

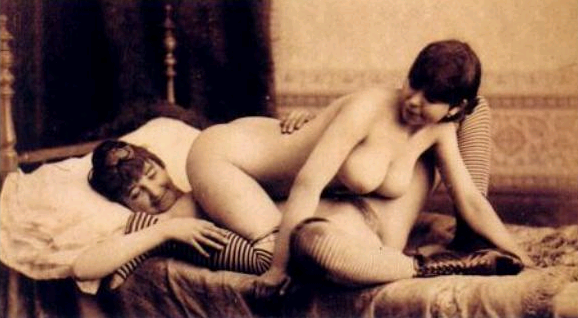
Érotique - 1893, collection vintage smut de Rod Ashford en 1999.
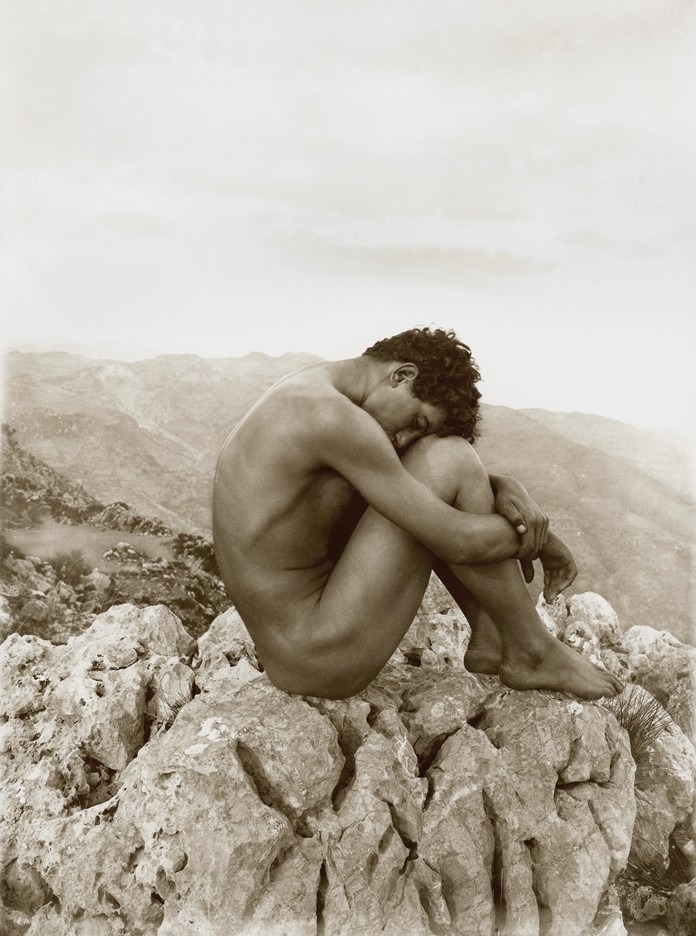
Wilhelm von Gloeden, Caino (vers 1902).
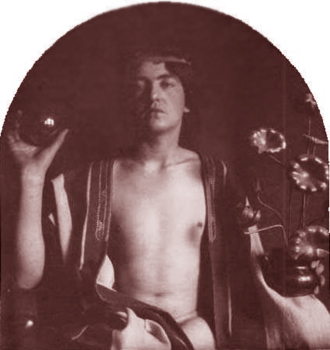
Frederic Holland-Day, Beauty is Truth, Truth is Beauty (1898).
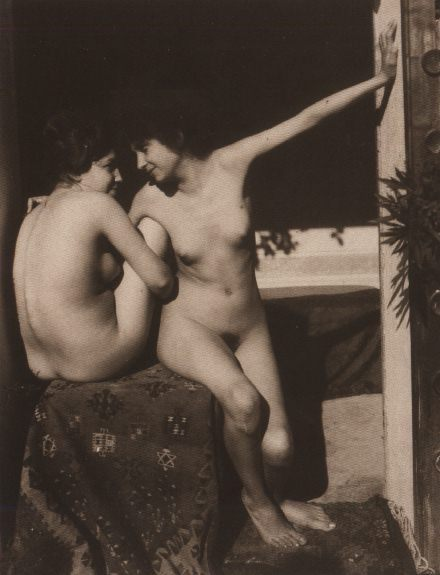
Guglielmo Plüschow, Deux femmes (vers 1900).